# Osbornellus coloritubus
Osbornellus coloritubus är en insektsart som beskrevs av Freytag 2008. Osbornellus coloritubus ingår i släktet Osbornellus och familjen dvärgstritar. Inga underarter finns listade i Catalogue of Life.